# Bedřich Poula
Bedřich Poula (Linz, 17 novembre 1917 – Praga, 5 aprile 1994) è stato un sollevatore e dirigente sportivo cecoslovacco.

## Biografia
Come sollevatore gareggiò nella categoria dei pesi massimi leggeri e partecipò ai campionati mondiali ed europei di Parigi nel 1946, piazzandosi rispettivamente al quindicesimo e al quattordicesimo posto.
Dopo la fine della carriera agonistica, fu allenatore della nazionale e presidente della Federazione cecoslovacca. Nel 1969 fu tra i fondatori della European Weightlifting Federation, della quale fu il primo vice-presidente fino al 1977; nello stesso anno venne nominato presidente onorario. Fu direttore organizzativo delle gare di sollevamento pesi ai Giochi della XXII Olimpiade di Mosca, che valevano anche come campionati mondiali. Nel 1985 fu insignito del Collare d'argento dell'Ordine olimpico.